# Teresa Amy
Teresa Amy (Montevideo, 15 de octubre de 1950 - Montevideo, 30 de enero de 2017) fue una poeta y traductora uruguaya.

## Biografía
En la Universidad de la República cursó estudios de lingüística (Facultad de Humanidades) y de traductorado. Vivió en Praga (República Checa) durante un año y allí asistió a la Universidad Carolina, donde estudió lengua y gramática checa para extranjeros.
Asimismo, se diplomó en lengua francesa opción traducción en la Alianza Francesa.
En 1995 publicó a través de Vintén Editor su primer libro de poesía, titulado "Corazón de roble:. En los años siguientes publicó sus obras poéticas, Retratos del Merodeador y otros poemas, Cuaderno de las islas, Cortejo Mínimo, Jade y Brilla: 20 poemas para Marco, y sus poesías aparecieron en varias antologías uruguayas y extranjeras.
Como traductora, hizo las primeras versiones en español del poeta checo Jan Skácel, y también tradujo a Miloš Crnjanski y Vlada Urošević. Preparó una selección de poetas macedonios "Sobre el hilo que se llama tiempo" y las antologías de poetas checos "Animales silenciosos" y "20 del XX". En 2011 publicó su libro de poesía Jade, el cual recibió el Premio Anual de Literatura entregado por el Ministerio de Educación y Cultura. En el año 2013 publicó su libro Un huésped en casa, memorias de una traducción, en donde analiza el trabajo de traducción.
Coordinó ciclos de lecturas en vivo en Montevideo, como "Poesía cuerpo a cuerpo", en el que se destacó el espacio "7 poetas capitales" con la participación, entre otras voces, de Idea Vilariño. Tomó parte de festivales internacionales de poesía como las Veladas poéticas de Struga (Macedonia, 2001), Salida al Mar (Buenos Aires, Argentina, 2010), y el Encuentro Iberoamericano Carlos Pellicer (Villahermosa, México, 2016)
Trabajó como docente de idioma francés y español en la Universidad del Trabajo del Uruguay.
Fue esposa del escritor y periodista uruguayo Roberto López Belloso.

## Valoración crítica
Según el crítico y poeta Alfredo Fressia, "el lugar original de Teresa Amy en la poesía uruguaya actual es el de la polifonía, la reunión de las muchas voces que pueden caber en la página escrita, incluyendo la de una tradición en diálogo con el Este europeo, junto al barroco del concepto, y la voz de la erudición.". Agrega Fressia: "Resulta imposible, efectivamente, no admirar su destreza con el idioma, las sabias interrupciones del flujo sintáctico, o la capacidad de crear una narración con una sucesión de grupos nominales, como en su poema 'Inventario mediterráneo', una economía de lenguaje sólo comparable al célebre 'Le message' de Jacques Prévert."
Roberto Appratto, también traductor, crítico y poeta, considera la escritura de Amy "concisa e intensa, atenta a las variaciones de sonido de una palabra en distintas partes de un verso", revelando una "fibra de poeta" que, a su entender, "llegó a su mejor momento en sus últimos libros (Cortejo mínimo, Jade, y Brilla)."

## Obra
- "Corazón de roble: (poesía. Vintén Editor. 1995)
- Retratos del Merodeador y otros poemas (poesía. Vintén Editor. 1999)
- La más larga de las noches (traducción en colaboración con Alfredo Infanzón de la obra del poeta checo Jan Skácel. Editorial Ácrono, México. 2002)
- Lamento por Belgrado (traducción en colaboración con Lazar Manojlovic de la obra del poeta serbio Miloš Crnjanski. Editorial Ácrono, México. 2003)
- Cuaderno de las islas (poesía. Ediciones del Mirador. 2003)
- Cortejo Mínimo (obra poética que además contiene una traducción de la obra "Salón de la luna" del escritor macedonio Vlada Urošević. Artefato, 2005)
- Cincuenta poetas uruguayos del medio siglo (1955-2005) (selección de poetas uruguayos, con prólogo y notas de Gerardo Ciancio. Archivo General de la Nación, Centro de Difusión del Libro, Montevideo. 2005)
- Jade (poesía. Yagurú. 2011)
- Un huésped en casa, memorias de una traducción (Yagurú. 2013)
- Brilla: 20 poemas para Marco (poesía. Yagurú. 2014)
- 20 del XX: poetas checos (selección y traducción de veinte poetas checos. La Otra y Universidad Autónoma de Nuevo León. Monterrey, 2017)
- Revista Entrebytes Primera revista digital del Río de la Plata, se distribuía en CD-ROM junto con la revista Posdata. Estaba a cargo del área literaria. 1995-1996. )